# Migańce
Migańce (lit. Migonys) – wieś na Litwie, w okręgu poniewieskim, w rejonie kupiszeckim.
W 1759 w Migańcach urodził się Wawrzyniec Gucewicz.